# 위험한 유혹 (1984년 영화)
《위험한 유혹》(영어: Swing Shift)은 미국에서 제작된 조너선 데미 감독의 1984년 로맨틱 드라마 영화이다. 골디 혼, 커트 러셀 등이 출연하였고, 제리 빅 등이 제작에 참여하였다.

## 출연진
- 골디 혼
- 커트 러셀
- 크리스틴 라티
- 에드 해리스
- 프레드 워드
- 벨리타 모레노
- 홀리 헌터
- 패티 멀로니
- 리사 펠리컨
- 찰스 네이피어
- 스티븐 토볼라우스키
- 얼라나 스튜어트

## 기타 제작진
- 협력 제작: 찰스 멀버힐
- 배역: 매리언 도허티
- 미술: 피터 제이미슨
- 의상: 조 I. 톰프킨스
- 추가 편집: 기브 재피
- 추가 음악: 브루스 롱혼
- 각본 수정: 보 골드먼 (크레디트 미기재)